# TV 니가타 방송망

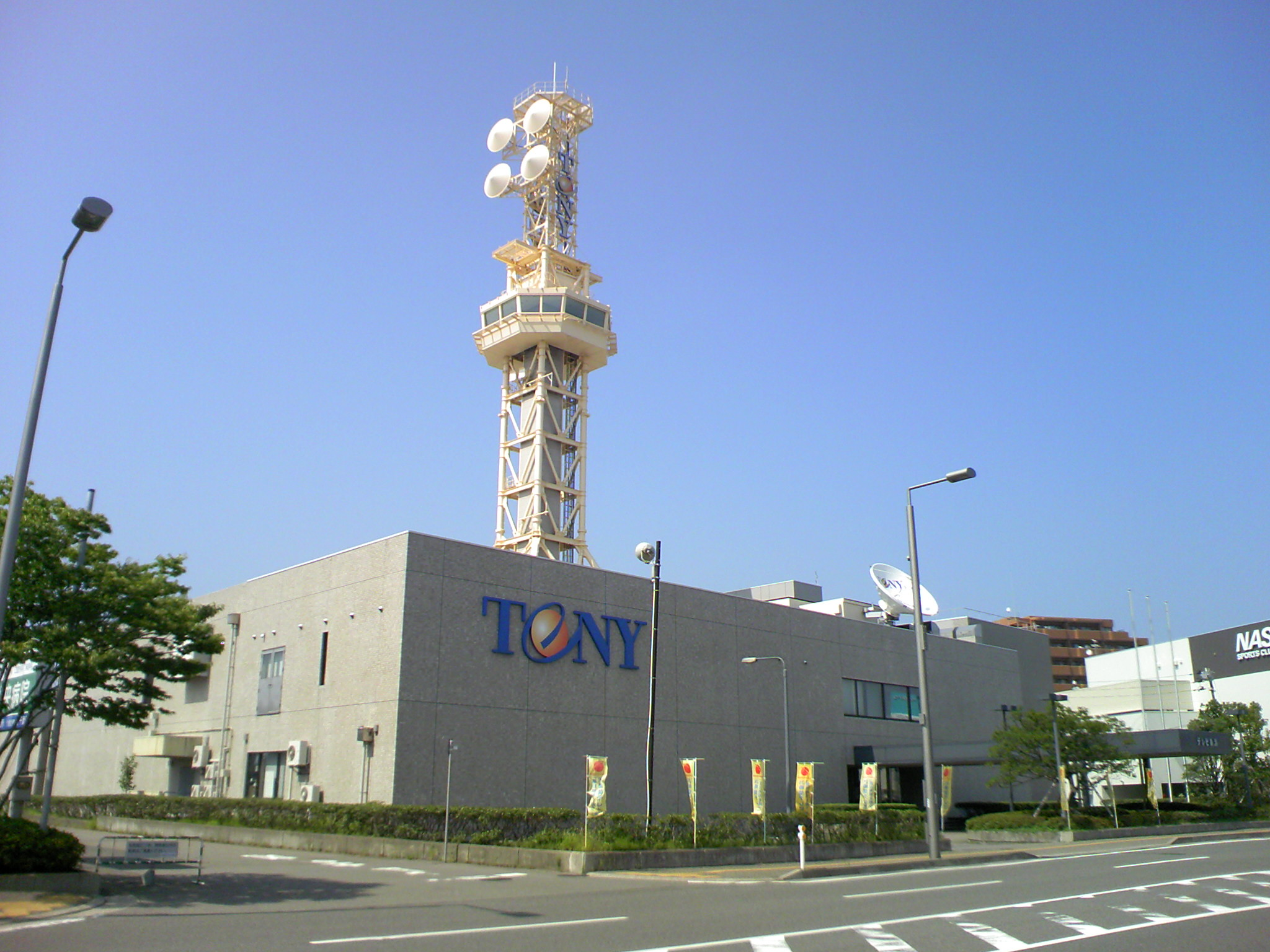
TV 니가타 방송망

TV 니가타 방송망은 1981년 4월 1일 니가타현의 3번째 민영방송국으로 개국했다.
약칭은 TeNY, 콜사인은 JOPI-DTV이다.

## 특징
- 1998년 1월 1일 약칭을 TNN에서 현재의 TeNY로 바꾸었다.
- 1981년 개국당시부터 1997년까지 방송개시 영상의 BGM으로 쓰인 'Yes My song'은 '야마모토 리사'라는 가수에 의해 레코드화 된 적이 있었지만, 방송개시 영상에는 쓰이지 않았다.

## 개국 이유
1973년 니가타 현에 세 번째 민방TV 방송국의 개국이 결정되었지만 면허를 신청한 업자가 너무 많았으며 각 회사와의 의견 조정에도 실패하여 결국 신청은 철회되었다. 게다가, 제1차 오일 쇼크로 인한 경제불황이 꽤 커서 결국 계획 자체가 흐지부지 되었다.
그 후 1980년 8월 무렵 니가타에 3번째,4번째 민영 텔레비전 방송국 면허가 할당되었으며 이에 먼저 니혼TV 계열국인 세 번째 방송국(29채널)에 면허가 할당되었고, 다음으로 TV 아사히 계열국인 네 번째 방송국(21채널, 현재의 니가타 TV21, 1983년 10월 1일 개국)이 할당되었다.

## 연혁
- 1980년 9월 19일 텔레비전 방송 예비 면허 취득·개국 준비실개설.
- 1980년 10월 23일 TV 니가타 방송망 창립.
- 1981년 3월 3일 시험 전파 발사
- 1981년 3월 24일 텔레비전방송 본면허 취득.
- 1981년 3월 25일 서비스 방송 개시(동시에 니가타현에서 2번째로 음성다중방송을 실시한다)
- 1981년 3월 31일 개국 전야제를 밤7시에서 9시까지 니가타현 현민회관에서 생방송했다.
- 1981년 4월 1일 니가타현 3번째 민영 텔레비전 방송국으로서 개국(본방송을 개시).개국 당시의 약칭은TNN.
- 1983년 4월 니가타현에서 첫 번째로 스테레오 방식을 이용한 프로그램을 제작했다.
- 1994년 3월 1일 니혼TV, 삿포로 TV 방송등과 공동으로 NNN／TNN 블라디보스톡 지국 개설
- 1998년 1월 1일 CI채용, 약칭을 「TNN」에서 「TeNY」로 변경.
- 1998년 2월 문자다중방송 개시.
- 2005년 10월 1일 지상 디지털 텔레비전 방송 시험 전파를 발사.
- 2005년 10월 21일 지상 디지털 방송의 시험 방송을 개시(현내처음.출력 3kw).
- 2006년 4월 1일 개국 25주년을 맞이했다.
- 2006년 6월 5일 지상파 디지털 방송의 아날로그 동시 시험 방송과 동시에 데이터 방송및원세그 시험 방송 개시.
- 2006년 10월 1일 지상파 디지털 텔레비전 본방송 개시(UHF26ch, 콜사인 JOPI-DTV, 출력 3kw).
- 2011년 7월 25일 지상파 아날로그 텔레비전 본방송 완전 종료.

## 보충서술
- 당초에는 1981년 가을 개국을 목표로 했으나, 네트워크 중심방송국인 니혼 TV의 메인 프로그램 중 하나인 요미우리 자이언츠전 중계를 방영하기 위해[1] 프로야구 시즌 개막에 맞추려고 1981년 4월로 개국을 앞당겼다.
- 개국 당시 니가타 현의 민영 방송국은 방송 네트워크와 크로스 네트워크 관계를 맺고 있어서 프로그램 자체제작에 소극적이었으며 이에 TV 니가타는 적극적으로 자체 프로그램을 제작해 현내외의 정보를 방송하는 방침을 내세웠으며 실제로 개국 이후 많은 수의 자체제작프로그램을 방송했다.
- 방송국 약칭을 TNN으로 썼을때는「Yes My TNN」이라는 캐치프레이즈를 사용했으며[2] 이와 동시에 자사 제작 프로그램 제목 앞이나 방송국 주최 이밴트 제목에 Yes My라는 말을 자주 불였으나 시간이 지나면서 이벤트 등에 「TNN」 혹은「TV 니가타」라는 말을 붙이는 일도 많아졌다.

## 니가타현에 있는 다른 텔레비전·라디오 방송국
- NHK 니가타 방송국
- 니가타 TV21(UX)(TV 아사히 계열)
- 니가타 방송(BSN)(TV는 도쿄 방송 계열, 라디오는 JRN&NRN계열)
- 니가타 종합 TV(NST)(후지 TV 계열)
- FM라디오니가타(JFN 계열)
- 니가타현민 FM방송(독립 라디오 방송국)